# 萨尔瑟纳
萨尔瑟纳（法語：Sarcenas，發音：[saʁsəna]）是法国伊泽尔省的一个市镇，位于该省中北部，沙特勒斯山区，属于格勒诺布尔区。

## 地理
萨尔瑟纳（45°16'26"N, 5°45'29"E）面积7.76 平方千米，位于法国奥弗涅-罗讷-阿尔卑斯大区伊泽尔省，该省份为法国东南部内陆省份，北起顺时针与安省、萨瓦省、上阿尔卑斯省、德龙省、阿尔代什省、卢瓦尔省和罗讷省。
与萨尔瑟纳接壤的市镇（或旧市镇、城区）包括：普罗韦雪、凯昂沙特勒斯、圣皮埃尔-德沙特勒斯、勒萨佩昂沙特勒斯。
萨尔瑟纳的时区为UTC+01:00、UTC+02:00（夏令时）。

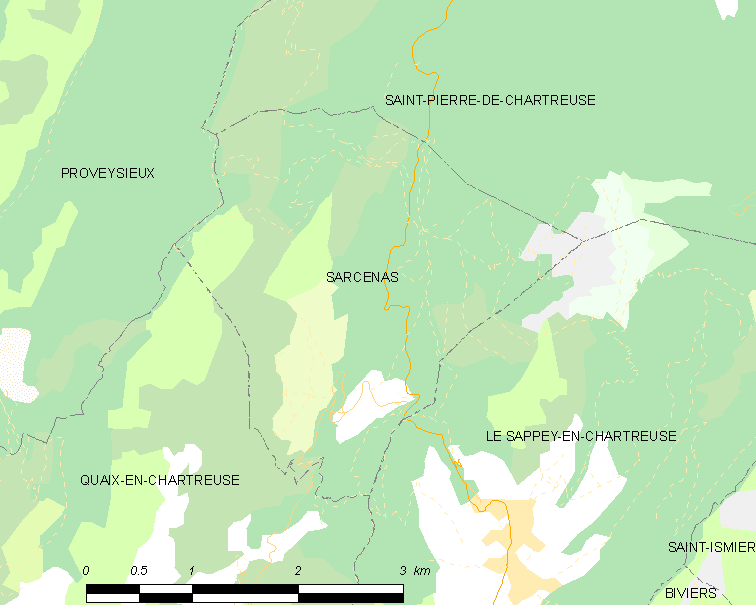
萨尔瑟纳的OSM定位图

## 行政
萨尔瑟纳的邮政编码为38700，INSEE市镇编码为38472。

## 政治
萨尔瑟纳所属的省级选区为格勒诺布尔第二县。

## 人口

1962-2008年间萨尔瑟纳人口变化图示

萨尔瑟纳于2022年1月1日时的人口数量为250人。